# 焼尻村
焼尻村（やぎしりむら）は、かつて北海道苫前郡にあった村。

## 地理
- 島嶼:焼尻島

## 沿革
- 1906年（明治39年）4月1日 - 北海道二級町村制施行により苫前郡焼尻村が村制施行し、焼尻村が発足。増毛支庁に所属。
- 1914年（大正3年）9月7日 - 支庁の移転改称により留萌支庁に所属。
- 1959年（昭和34年）4月1日 - 苫前郡羽幌町に編入され消滅。